# Suining
För andra betydelser, se Suining (olika betydelser).
Suining är en stad på prefekturnivå i Sichuan-provinsen i sydvästra Kina. Den ligger omkring 130 kilometer öster om provinshuvudstaden Chengdu.

## Administrativ indelning
Suining består av två stadsdistrikt och tre härad:
- Stadsdistriktet Chuanshan (船山区), 618 km², cirka 670 000 invånare (2002);
- Stadsdistriktet Anju (安居区), 1 258 km², cirka 750 000 invånare (2002);
- Häradet Pengxi (蓬溪县), 1 251 km², cirka 750 000 invånare (2002);
- Häradet Shehong (射洪县), 1 496 km², cirka 1,03 Mio. invånare (2002);
- Häradet Daying (大英县), 703 km², cirka 520 000 invånare (2002).

## Klimat
Genomsnittlig årsnederbörd är 1 339 millimeter. Den regnigaste månaden är juli, med i genomsnitt 269 mm nederbörd, och den torraste är december, med 7 mm nederbörd.

## Källa
1. ↑  GeoHive - China, Sichuan Arkiverad 7 januari 2016 hämtat från the Wayback Machine.
2. ↑  ”NASA Earth Observations: Rainfall (1 month - TRMM)”. NASA/Tropical Rainfall Monitoring Mission. Arkiverad från originalet den 19 april 2019. https://web.archive.org/web/20190419091014/https://neo.sci.gsfc.nasa.gov/view.php?datasetId=TRMM_3B43M&year=2014. Läst 30 januari 2016.